# Brihaddeshi
Brihaddeshi es un texto sánscrito clásico, fechado ca. Siglos VI al VIII d. C., sobre música clásica de India, atribuido a Mataṅga Muni. Es el primer texto que habla directamente del raga y distingue la música marga ("clásica") de la desi ("folclórica"). También introdujo sargam solfège (o solfa), el canto de la primera sílaba de los nombres de las notas musicales, como una ayuda para el aprendizaje y la interpretación. (Los nombres completos de las notas existían anteriormente, por ejemplo, como se indica en Natya Shastra).
El autor basó su trabajo en el Natia-shastra de Bharata Muni. Su discusión sobre las escalas musicales e intervalos microtonales aclara el trabajo de Bharata, y también aclara la concisa presentación de Bharata de muchos temas relacionados con el shruti.
El texto utiliza un prastāra (matriz) bidimensional para explicar cómo las 7 notas de la octava se mapean en 22 śrutis, con diferentes distancias entre las notas. También dice que una subdivisión más fina en microtonos tiene 66 shrutis; y que, en principio, el número de shrutis es infinito.
El texto también habla de la división de la octava en 12 svaras. Según Prem Lata Sharma, este es el primer texto conocido que habla de 12 notas.

## Ediciones
El texto de Brihaddeshi fue editado por Prem Lata Sharma para la serie Indira Kalakendra de textos originales sobre las artes indias y se publicó como el libro "Matanga and His Work Brihaddesi" en 1992. Dwaram Bhavanarayana Rao publicó una traducción y paráfrasis en telugu en 2002.